# Diarthrodes drachi
Diarthrodes drachi is een eenoogkreeftjessoort uit de familie van de Dactylopusiidae. De wetenschappelijke naam van de soort is voor het eerst geldig gepubliceerd in 1974 door Bodiou.